# Madalyn Murray O'Hair
Madalyn Murray O'Hair (tên khai sinh Madalyn Mays; 13 tháng 4 năm 1919 - 29 tháng 9 năm 1995)  là một nhà hoạt động người Mỹ ủng hộ chủ nghĩa vô thần và tách biệt nhà thờ ra khỏi nhà nước. Năm 1963, bà thành lập American Atheists và làm chủ tịch cho đến năm 1986, sau đó con trai bà Jon Garth Murray đã kế vị bà. Bà đã viết ra những số đầu tiên của Tạp chí Vô thần Mỹ.
O'Hair được biết đến nhiều nhất với vụ kiện Murray v. Curlett, thách thức chính sách của những lời cầu nguyện và đọc Kinh Thánh bắt buộc tại các trường công lập ở Baltimore, trong đó bà đưa cho con trai đầu lòng của mình là William J. Murray làm nguyên đơn. Hợp nhất với vụ kiện Trường học Abington v. Schempp (1963), hai vụ này đã được Tòa án Tối cao Hoa Kỳ xét xử, phán quyết chính thức rằng xử phạt trường học do việc đọc Kinh Thánh bắt buộc trong các trường công lập Mỹ là vi hiến. Tòa án Tối cao đã cấm cầu nguyện được tài trợ chính thức trong các trường học ở Engel v. Vitale (1962) với lý do tương tự. Thông qua những American Atheists, O'Hair đã đệ trình nhiều vụ kiện khác về các vấn đề tách biệt giữa nhà thờ và nhà nước.
Năm 1995, O'Hair, con trai thứ hai của bà Jon Garth Murray (được gọi là "Garth"), và cháu gái và con gái nuôi Robin Murray O'Hair của bà (con gái của William J. Murray (con trai của bà) và bạn gái thời trung học Susan của William), đã biến mất khỏi Austin, Texas. Garth Murray đã rút hàng trăm ngàn đô la từ quỹ của American Atheists, và có suy đoán rằng bộ ba này đã bỏ trốn. David Roland Waters, một tên tội phạm bị kết án và cựu nhân viên của những người vô thần Mỹ, sau đó đã bị kết án giết O'Hair, Jon Garth Murray và Robin Murray O'Hair. Các thi thể không được tìm thấy cho đến khi Waters dẫn các nhà chức trách đến nơi chôn cất của họ sau khi bị kết án.